# Šratovci
Šratovci so naselje v Občini Radenci.